# Nord-Lenangen
Nord-Lenangen est une localité du comté de Troms, en Norvège.

## Géographie
Administrativement, Nord-Lenangen fait partie de la kommune de Lyngen.